# Guy de Neufville
Guy de Neufville,   mort en 1312, est un prélat français du XIIIe siècle et du début du  XIVe siècle. 

## Biographie
Guy de Neufville est chapelain de pape. Il est évêque du Puy en 1290-96 et de Saintes en 1296-1312. Comme évêque du Puy, Guy de Neufville obtient contre Édouard Ier d'Angleterre le droit d'hommage sur le comté de Bigorre. En 1298 il publie des constitutions synodales de Saintes.